# Vulcão de Santa Margarida

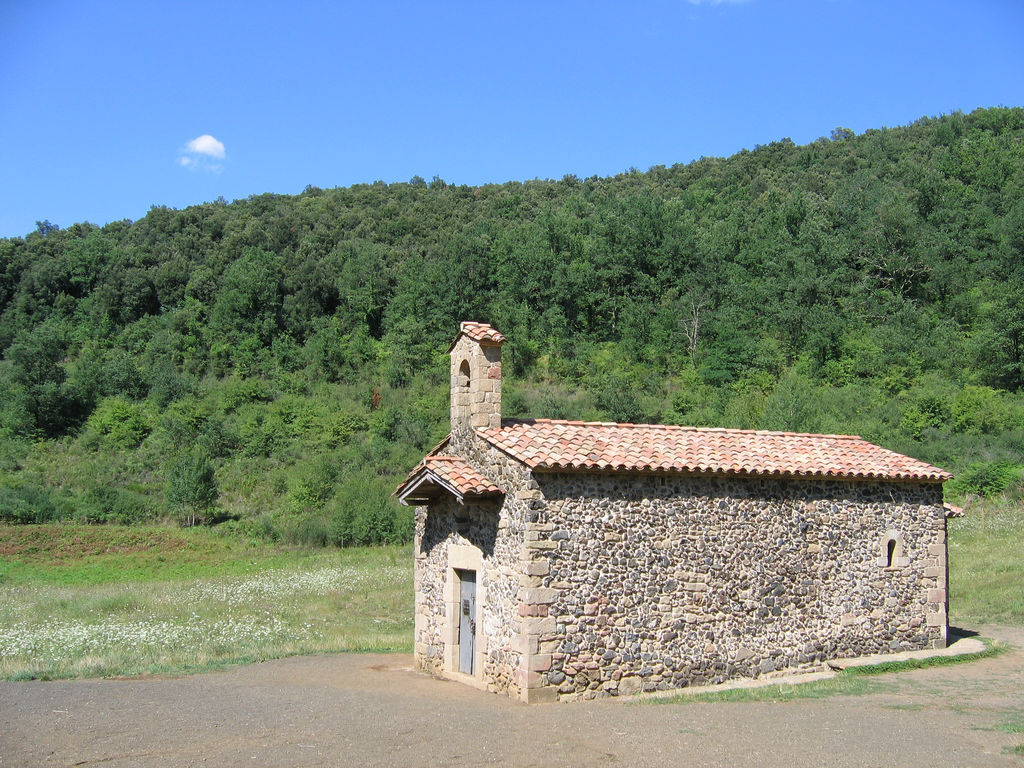
"Iglesia de Santa Margarita", a famosa capelinha que se encontra no meio do vulcão.

Vulcão de Santa Margarida é um vulcão freatomagmático, formado há 11,5 mil anos, que fica localizado na comarca de Garrotxa, na Catalunha. Ele pertence à classe de vulcões que entra em erupção apenas uma vez em toda a sua história. Por conta disso, ele é um vulcão inativo.
O Vulcão de Santa Margarida é formado por uma colina com quase 700 metros de altura e uma cratera circular que atualmente está tomada por uma vegetação rasteira. No meio desta cratera encontra-se a "Iglesia de Santa Margarita", que é uma capelinha de arquitetura românica construída em 1865.